# فاریا
فاریا یک نام خانوادگی پرتغالی‌ست. افراد شاخص با این نام از این قرارند:
- روماریو (روماریو د سوزا فاریا)
- ژورژه آمادو (ژورژه لیال آمادو دِ فاریا)
- لئوناردو پیمنتا (لئوناردو آندره پیمنتا فاریا)